# TNCニュースレポート23:00
『TNCニュースレポート23:00』（ティーエヌシーニュースレポートにいさんまるまる）は、1977年4月4日から1987年3月31日までテレビ西日本が放送されていた平日深夜のニュース番組である（『FNNニュースレポート23:00』のテレビ西日本タイトル差し替え）。週末版は『TNCニュースレポート23:30』（ティーエヌシーニュースレポートにいさんさんまる）と題して放送されていた。協力：西日本新聞。
実際のタイトルロゴは『FNN西日本新聞ニュースレポート23:00/23:30』と表記されていた。
番組タイトルの改変は『FNN NEWSCOM』の時代まで続いた。

## 放送時間

### 平日
- 月曜日 - 金曜日 23:00 - 23:15 （1977年4月4日 - 1987年3月31日）

### 週末
- 土曜日・日曜日 23:30 - 23:45 （1977年4月9日 - 1987年3月29日）

## 備考
- この番組は一貫してBGMに「Mongonucleosis（モンゴヌークレオシイス）」（パーシー・フェイス作曲）のアレンジ版を使用し[1]、映像にはテレビ西日本旧:社屋（福岡市南区高宮）付近の夜景を用いていた。
- 野球中継や映画などの延長によって放送開始（平日版は23:00、週末版は23:30）が遅れた場合には、『FNN西日本新聞ニュースレポート』のみのタイトルを表示。

## キャスター
- シフト勤務